# Diego Suñer
Diego Luis Suñer (Rosario, 28 de abril de 1960) es un militar argentino en situación de retiro con el grado de teniente general. Fue el jefe del Estado Mayor General del Ejército (JEMGE) desde su designación el 14 de enero de 2016 y formalizado el 25 de enero del mismo año, hasta su relevo el 15 de febrero de 2018.

## Carrera
Tras haber finalizado sus estudios secundarios y haber obtenido un bachiller en Ciencias Económicas en la Escuela Superior de Comercio «Libertador General San Martín» en 1977, ingresó el 15 de febrero de 1978 al Colegio Militar de la Nación. Egresó el 28 de noviembre de 1981 como subteniente del arma de Ingenieros, en el puesto 22 de su promoción sobre un total de 213 egresados.
Su primer destino militar lo tuvo al frente de una sección de Ingenieros, desde 1982 a 1985. Posteriormente cumplió funciones como oficial de Personal hasta 1987 y luego fue, por un año, jefe de una Compañía de Ingenieros.
Prestó servicios en el Colegio Militar de la Nación desde 1988 hasta 1991, en donde se desempeñó como instructor de cadetes de dicha institución. Hacia 1992 estuvo sirviendo como oficial de Operaciones, cargo que tuvo durante dos años.
Entre 1995 y 1996 realizó exitosamente el Curso de Estado Mayor en la Escuela Superior de Guerra y también el Curso Conjunto para Oficiales de Estado Mayor en la Escuela de Guerra Naval.
En 1997 estuvo prestando servicios como oficial de Operaciones del Batallón de Ingenieros de Montaña 8, en Campo Los Andes, Mendoza.
Entre septiembre de 1997 y marzo de 1998 fue subcoordinador de Apoyo a la Misión de Observadores Militares Ecuador-Perú, en la República del Ecuador. Comandó una organización de apoyo compuesta por personal de Argentina, Brasil, Chile y Estados Unidos en la zona en litigio entre Ecuador y Perú.
Entre 1998 y 1999 realizó el Curso de Comando y Estado Mayor del Ejército de los Estados Unidos.En 1999 se desempeñó como profesor en la Escuela Superior de Guerra del Ejército.
A partir de enero de 2000 fue segundo jefe del Batallón de Ingenieros 601. Accedió al grado de general de brigada en 2013 y se desempeñó como director general de Administración y Finanzas desde mediados de 2013 hasta enero de 2016.

## Jefe del Estado Mayor General del Ejército Argentino

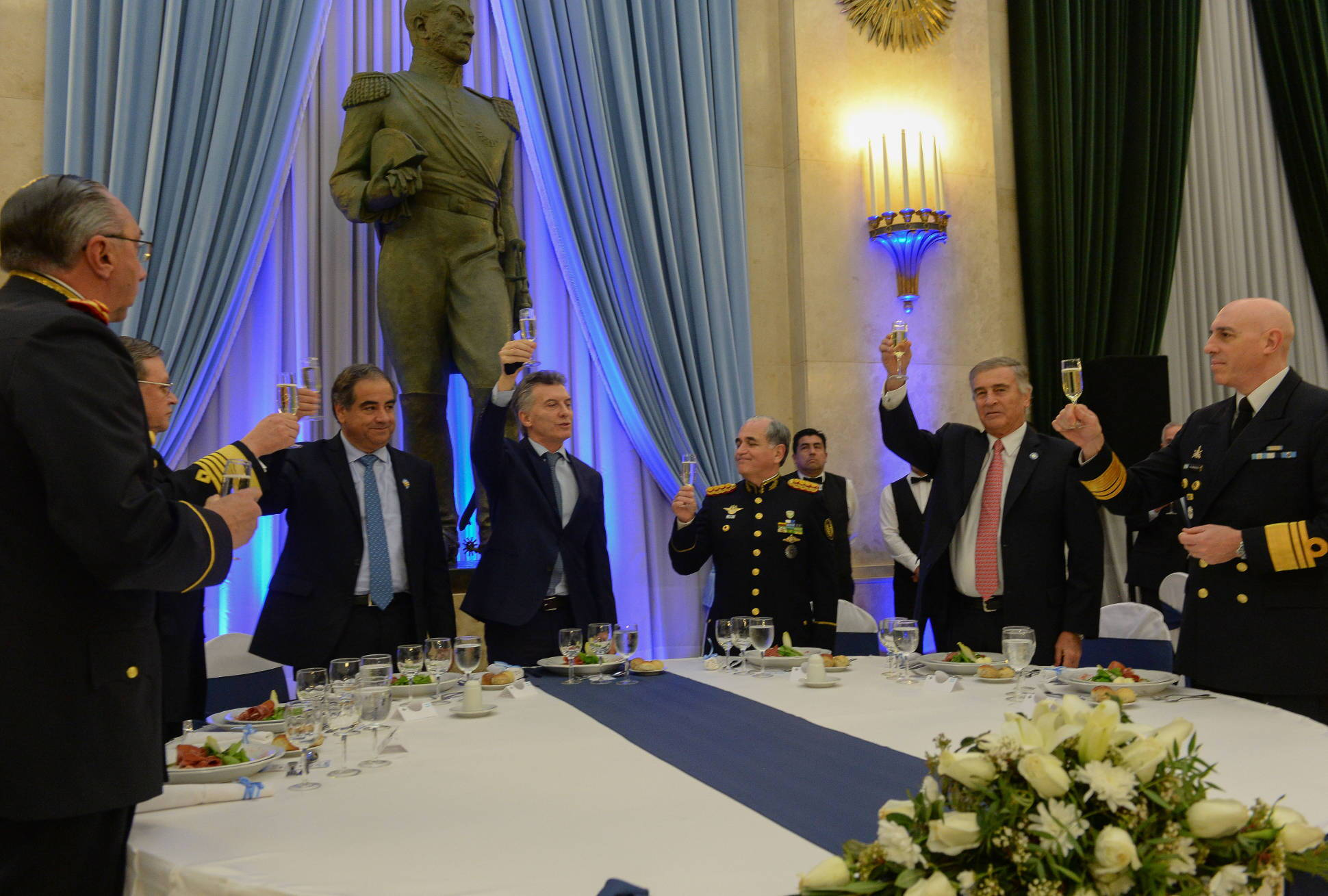
Cena de Camaradería de las Fuerzas Armadas de 2017. De Izquierda a derecha: Diego Suñer, Enrique Amrein, Julio Martínez, Mauricio Macri, Bari del Valle Sosa, Oscar Aguad y Miguel Ángel Máscolo.

El 14 de enero de 2016 se lo eligió para estar al frente de la Jefatura del Estado Mayor General del Ejército, reemplazando al teniente general (R) Ricardo Cundom, tras el cambio de las cúpulas de las tres Fuerzas Armadas que significó también el relevo del titular de la Fuerza Aérea, brigadier general (R) Mario Callejo por el brigadier Enrique Amrein y el de la Armada, almirante (R) Gastón Erice por el del vicealmirante Marcelo Srur. Diego Suñer juró el 25 de enero de 2016 como jefe del Estado Mayor del Ejército Argentino. La ceremonia de asunción se llevó a cabo en la plaza de armas del Regimiento de Infantería 1 Patricios, con la presencia del ministro de Defensa Julio Martínez.
El 4 de abril de 2016 se efectivizó su ascenso al grado de general de división con fecha retroactiva al 31 de diciembre de 2015.
Su ascenso al rango de teniente general tuvo lugar el 6 de septiembre de 2016, a través del decreto de necesidad y urgencia 989/2016, en el cual el presidente Mauricio Macri ascendió también al grado inmediato superior a los titulares de la Armada y la Fuerza Aérea con fecha retroactiva al 18 de enero del mencionado año.
El 15 de febrero de 2018 Suñer fue citado a la Casa Rosada para comunicarle su paso a retiro, y que sería reemplazado por el general de brigada Claudio Ernesto Pasqualini. El 13 de diciembre fue destituido de su puesto y reemplazado por Pasqualini.

### Homenaje a las víctimas de las guerrillas
El 19 de enero de 2018, Suñer estuvo a cargo de la conmemoración del ataque a la guarnición militar de Azul, en el que afirmó que era necesario «menos memoria y más historia».

## Condecoraciones y distintivos
Durante su carrera ha recibido numerosas condecoraciones y distintivos:
- “Oficial de Estado Mayor” Escuela Superior de Guerra (Argentina)
- Oficial de Estado Mayor Conjunto (Escuela Superior de Guerra Conjunta)
- Distintivo Misión de Observadores Militares en Ecuador-Perú
- Curso de Comando y Estado Mayor del Ejército de los Estados Unidos
- Aptitud Especial de Monte
- Estrella de las Fuerzas Armadas de Ecuador, otorgada por el Ministerio de Defensa del Ecuador
- Medalla al Pacificador, otorgada por el ministro de Ejército de la República Federativa del Brasil.
- Distintivo años de servicio (20 años)
- Distintivo por años de servicio en el sur
- Distintivo Manejo de Idiomas
- Distintivo Ejercicio de Comando (II)
- Servicios en Institutos Militares de Formación
- Especialización Complementaria Superior
- Especialización Complementaria Avanzada
- Distintivo "Comandante/Jefe Subdirector de Elemento" Segunda Designación
- Distintivo Misiones Militares